# Fjerkræ
Fjerkræ er fællesbetegnelsen for fugle der holdes som husdyr i fangenskab for produktion af kød eller æg. Høns, ænder, gæs og kalkuner er de vigtigste typer af fjerkræ, men også perlehøns, vagtler, duer, fasaner, agerhøns og strudsefugle hører under fjerkræ.
I Danmark reguleres reglerne for fjerkræ af Fødevarestyrelsen